# Liporrhopalum uniglandulosae
Liporrhopalum uniglandulosae är en stekelart som beskrevs av Hill 1969. Liporrhopalum uniglandulosae ingår i släktet Liporrhopalum och familjen fikonsteklar. Inga underarter finns listade i Catalogue of Life.